# Subcarpații Moldovei

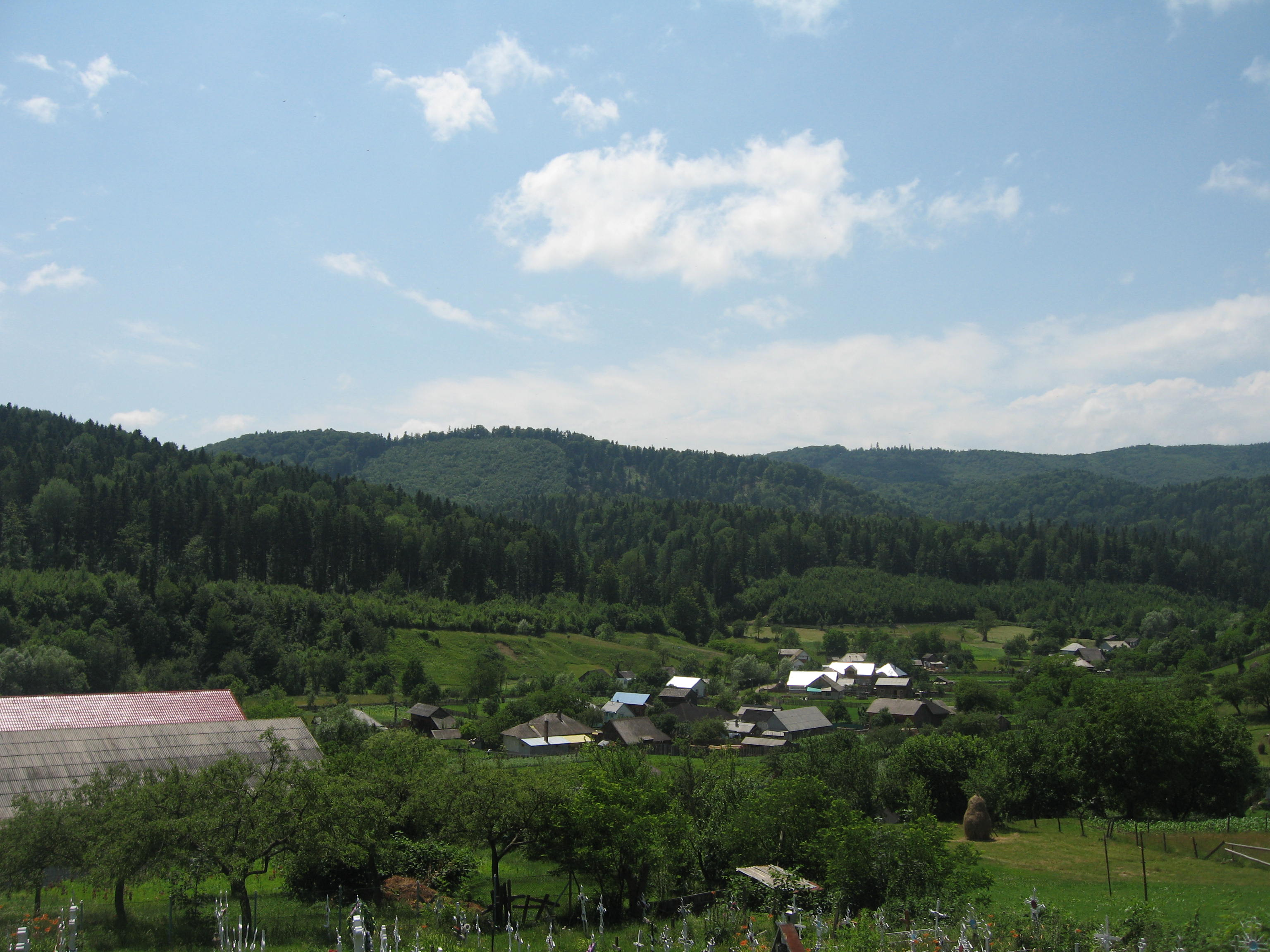
Subcarpații Moldovei - imagine din satul Slătioara (județul Suceava).

Subcarpații Moldovei sunt situați între valea Moldovei și valea Trotușului și sunt caracterizați prin existența unor culmi deluroase care închid un șir de depresiuni submontane. Altitudinea lor maximă este atinsă în Culmea Pleșului (911 m). Sunt formați prin cutare la sfârșitul orogenezei alpine din roci sedimentare cu sâmburi de sare (cute diapire). Relieful este unul structural cutat, cu o structură simplă (un șir de depresiuni sub un șir de dealuri).

## Dealuri
De la nord către sud se înșiră:
- Anticlinoriul Culmii Pleșului format din:

1. Culmea Pleșu (911 m)
2. Dealul Boiștea
3. Dealul Corni
4. Dealul Holm
5. Dealul Șerbești
6. Dealul Chicera
7. Șaua Girov-Bozieni
8. Dealul Mărgineni
9. Dealul Runc
10. Glacisul Moldoveni

- Anticlinoriul Culmii Pietricica Bacăului

1. Dealul Bărboiu
2. Culmea Pietricica

## Depresiuni
De la nord către sud întâlnim:
- Depresiunea Neamț
- Depresiunea Cracău-Bistrița
- Depresiunea Tazlău-Cașin

## Fotogalerie

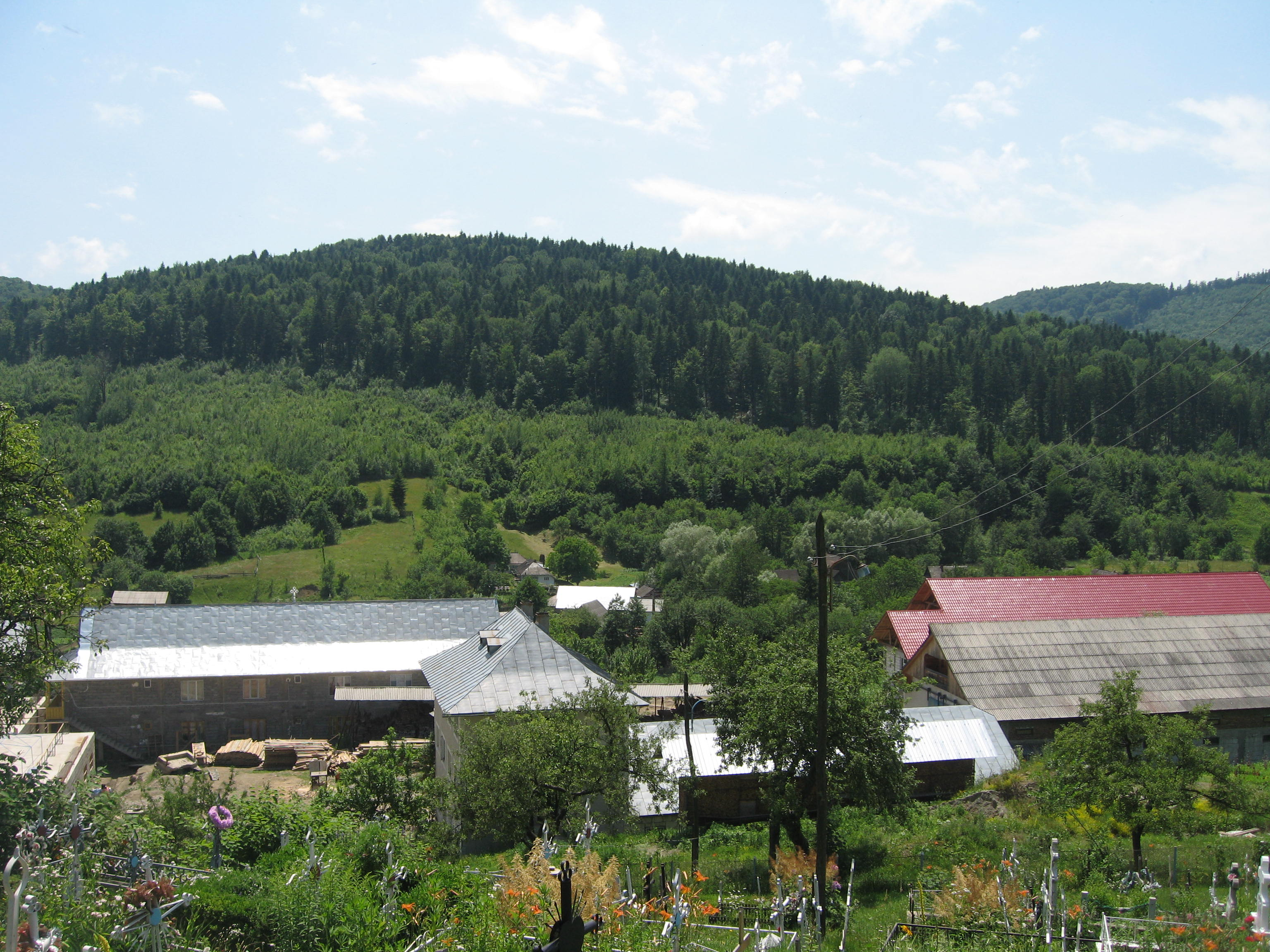
Subcarpaţii Moldovei
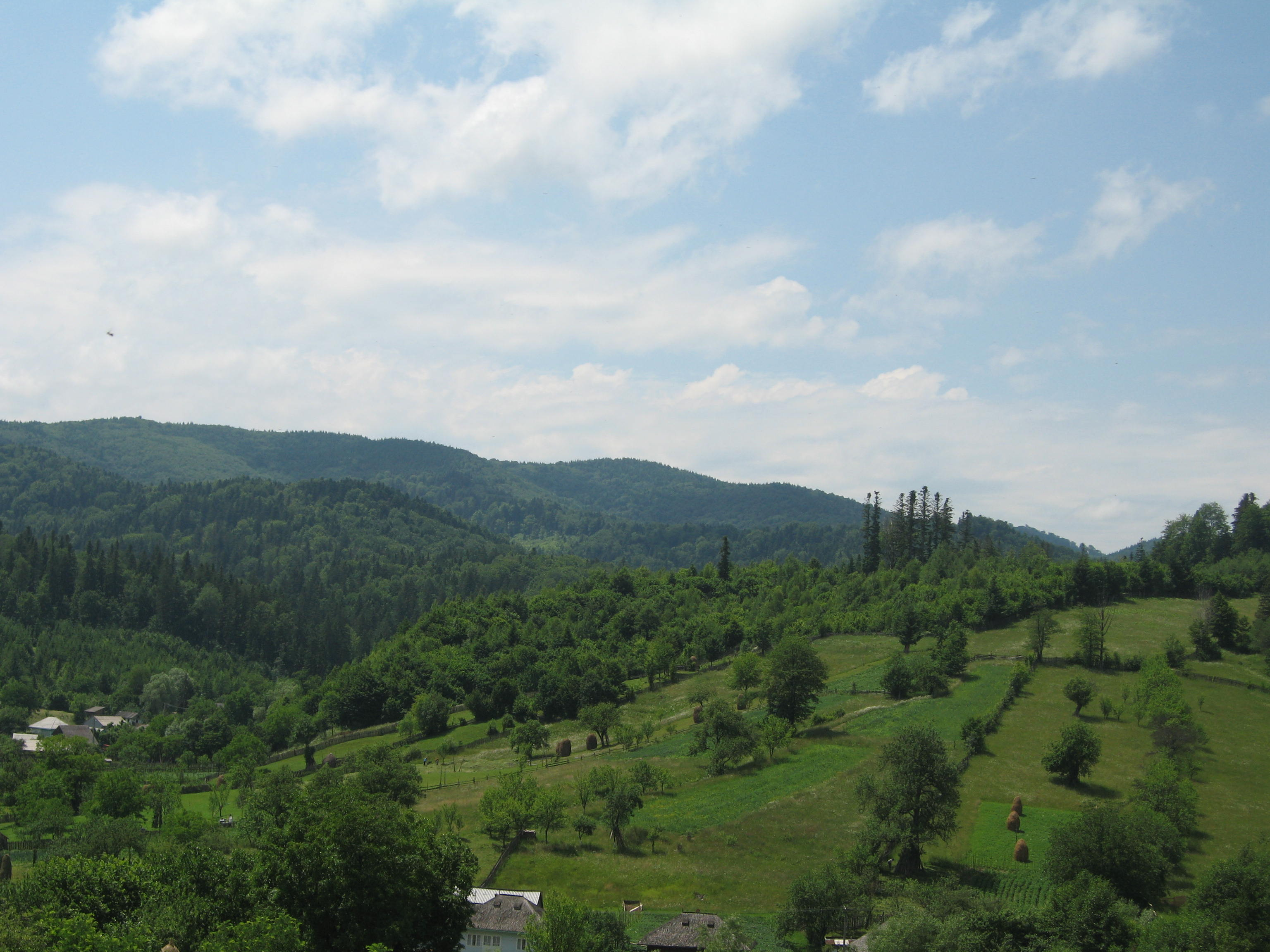
Subcarpaţii Moldovei
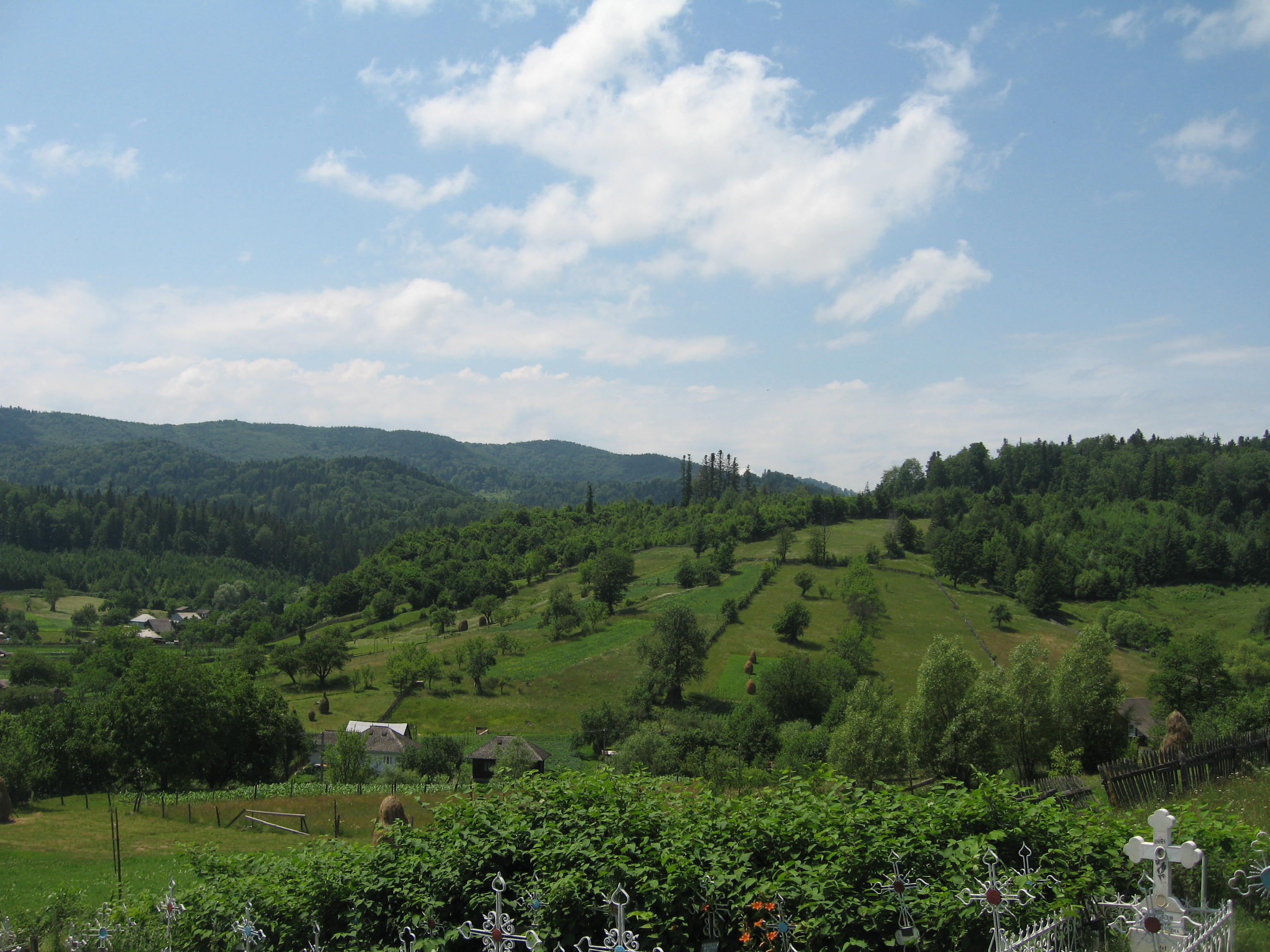
Subcarpaţii Moldovei
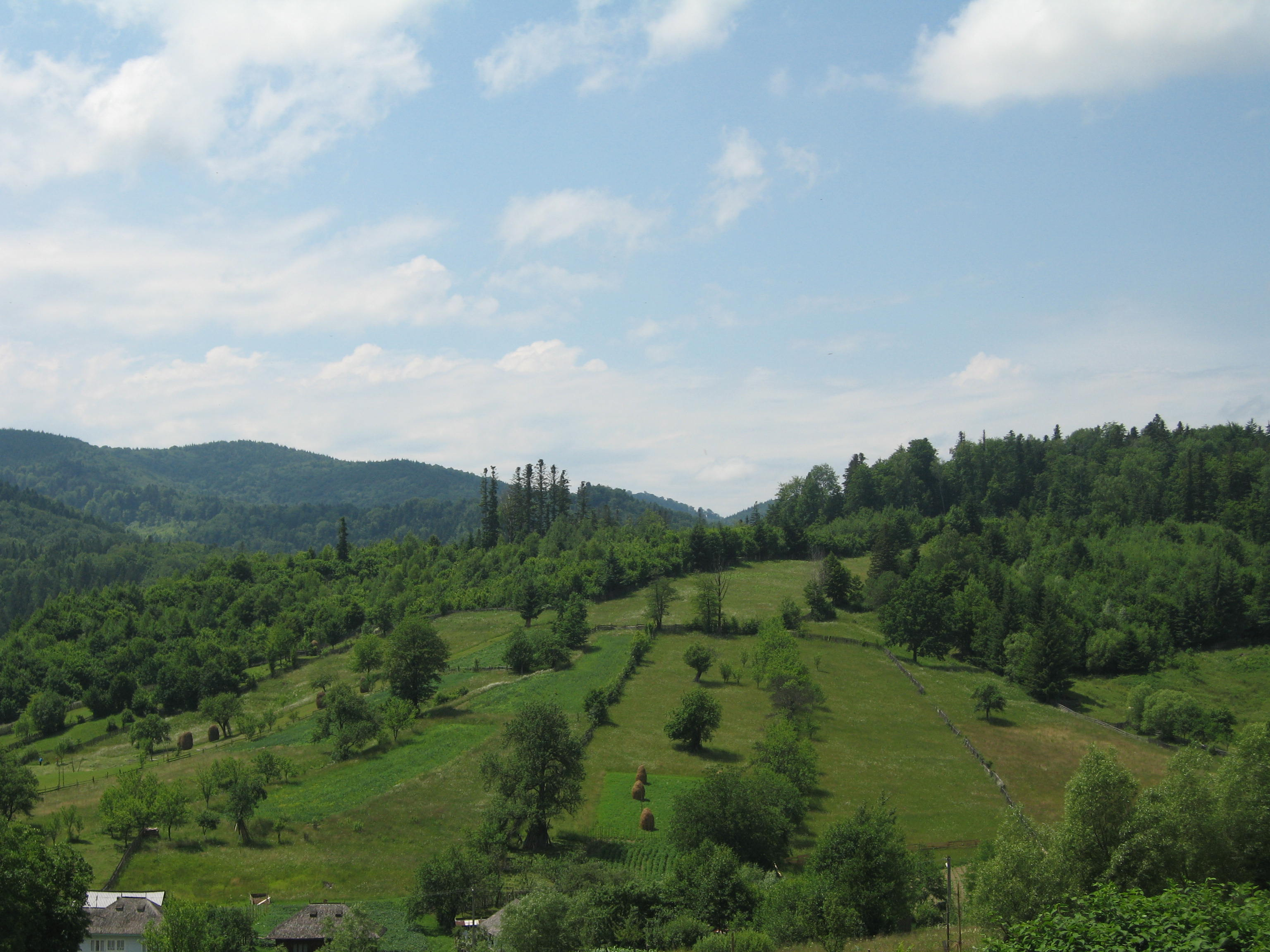
Subcarpaţii Moldovei
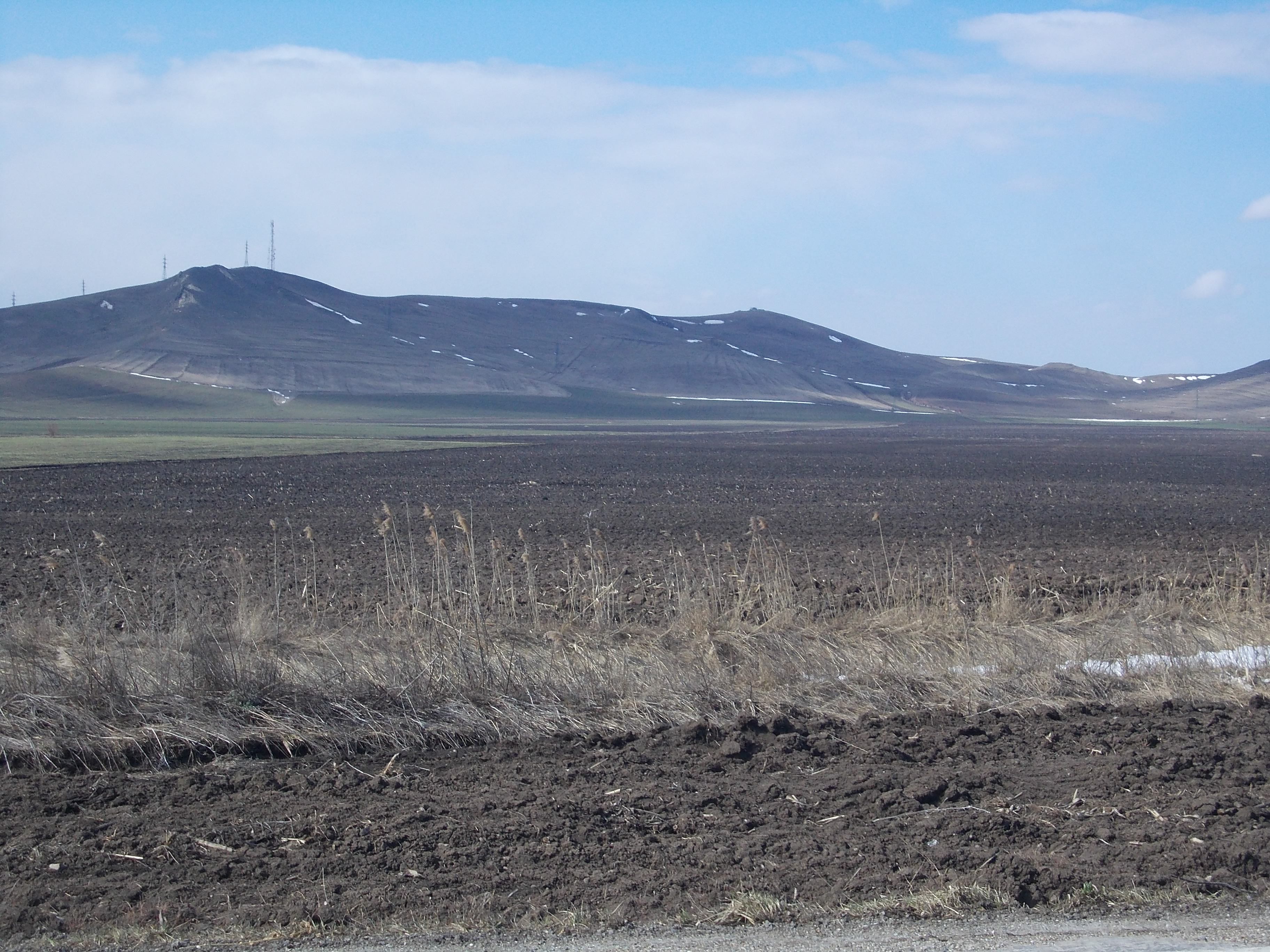
Subcarpaţii Moldovei